# Rúdugrás
A rúdugrás egy versenyszám az atlétikában, az ugrószámok egyike. A rúdugrónak egy rugalmas rúd segítségével, nekifutásból kell átugornia a két állvány között elhelyezett lécet. A pálya hossza legalább 40 m, az állványok magassága 6–6 m, a léc hossza 4,3–4,4 m, a tömege legfeljebb 2,25 kg. A leérkezőhely puha, nagy felületű szivacsból készül, legalább 0,9 m magas és 5 m × 5 m felületű. A rúd anyaga, hossza és átmérője nincs megszabva. Manapság általában 4,9 m hosszú üvegszálból készült rudat használnak. A rúdugróversenyek lebonyolításának szabályai azonosak a magasugrás versenyeinek szabályaival. A férfi tízpróba számainak egyike (a női hétpróbában nem szerepel).

## Története
A rúd eredetileg bambuszból készült, ezt idővel felváltotta a műanyag. Bármilyen anyagból készülhet és bármilyen hosszúságú rudat használhatnak a versenyeken.
A férfiaknál a rúdugrás 1896-tól, a nőknél 2000-től szerepel az olimpiai versenyszámok között.
Az első magyar bajnokságot a férfiaknál 1905-ben, a nőknél 1995-ben rendezték meg. Bagyula István az 1991. évi tokiói világbajnokságon 2. helyezést ért el.